# Tombaatar sabuli
Tombaatar sabuli — вид викопних ссавців ряду Багатогорбкозубі (Multituberculata). Це були дрібні, всеїдні, гризуноподібні ссавці. Вони жили в епоху динозаврів, у кінці крейди на території Центральної Азії. Скам'янілі рештки (голотип PSS-MAE 122, неповний череп) знайдені у відкладеннях формації Дядохта у Монголії, датуються віком 84-70 млн років. Череп сягав 6 см завдовжки.